# Projekt Varsovie
Maillots
Le Projekt Varsovie est un club de volley-ball polonais fondé en 1954 et basé à Varsovie et évoluant au plus haut niveau national (PlusLiga).

## Historique
Le club a été fondé en 1916.
La section volley-ball a vu le jour en 1954.

### Noms précédents
- KU AZS Politechnika Warszawska (1954 - 2005)
- Wózki BT AZS Politechnika Warszawska (2005 - 2006)
- J.W. Construction AZS Politechnika Warszawska (2006 - 2007)
- J.W. Construction Osram AZS Politechnika Warszawska (2007 - 2009)
- Neckermann AZS Politechnika Warszawska (2009 - 2010)
- AZS Politechnika Warszawska (2010 - 2014)
- 4You Airlines AZS Politechnika Warszawska (2014)
- AZS Politechnika Warszawska (2014 - 2016)
- ONICO AZS Politechnika Warszawska (2016 - 2017)
- ONICO Varsovie (2017 - 2019)
- Projekt Varsovie (2019)
- VERVA Varsovie ORLEN Paliwa (2019-2021)
- Projekt Varsovie (depuis 2021)

### Logos

Ancien logo 2014 - 2016
Ancien logo 2019 - 2021

## Résultats sportifs

### Palmarès
| Compétitions nationales                                                                 | Compétitions internationales       |
| - Championnat de Pologne - Vice-champion : 2019. - Coupe de Pologne - Finaliste : 2012. | - Challenge Cup - Finaliste : 2012 |

### Saison par saison
| Saison                                       | Championnat    | Championnat | Championnat | Championnat | Championnat | Championnat | Championnat | Championnat   | Coupe de Pologne | Supercoupe de Pologne | Coupe d'Europe | Coupe d'Europe |
| Saison                                       | Division       | Niveau      | Phase I     | Pts         | M           | V           | D           | Play-offs     | Coupe de Pologne | Supercoupe de Pologne | Compétition    | Tour           |
| -------------------------------------------- | -------------- | ----------- | ----------- | ----------- | ----------- | ----------- | ----------- | ------------- | ---------------- | --------------------- | -------------- | -------------- |
| AZS Politechnika Varsovie                    |                |             |             |             |             |             |             |               |                  |                       |                |                |
| 1988-1989                                    | III liga       | IV          | -           | -           | -           | -           | -           | -             | ?                | -                     | -              | -              |
| 1989-1990                                    | II liga        | III         | -           | -           | -           | -           | -           | -             | ?                | -                     | -              | -              |
| 1990-1991                                    | II liga        | III         | -           | -           | -           | -           | -           | -             | ?                | -                     | -              | -              |
| 1991-1992                                    | II liga        | III         | -           | -           | -           | -           | -           | -             | ?                | -                     | -              | -              |
| 1992-1993                                    | II liga        | III         | -           | -           | -           | -           | -           | -             | ?                | -                     | -              | -              |
| 1993-1994                                    | II liga        | III         | -           | -           | -           | -           | -           | -             | ?                | -                     | -              | -              |
| 1994-1995                                    | II liga        | III         | -           | -           | -           | -           | -           | -             | ?                | -                     | -              | -              |
| 1995-1996                                    | I liga seria B | II          | -           | -           | -           | -           | -           | -             | ?                | -                     | -              | -              |
| 1996-1997                                    | I liga seria B | II          | -           | -           | -           | -           | -           | -             | ?                | -                     | -              | -              |
| 1997-1998                                    | I liga seria B | II          | -           | -           | -           | -           | -           | -             | ?                | -                     | -              | -              |
| 1998-1999                                    | I liga seria B | II          | -           | -           | -           | -           | -           | -             | ?                | -                     | -              | -              |
| 1999-2000                                    | II liga        | III         | -           | -           | -           | -           | -           | -             | ?                | -                     | -              | -              |
| 2000-2001                                    | II liga        | III         | -           | -           | -           | -           | -           | -             | ?                | -                     | -              | -              |
| 2001-2002                                    | II liga        | III         | -           | -           | -           | -           | -           | -             | ?                | -                     | -              | -              |
| 2002-2003                                    | I liga seria B | II          | -           | -           | -           | -           | -           | -             | ?                | -                     | -              | -              |
| 2003-2004                                    | PLS            | I           | 7e/10       | 18          | 18          | 5           | 13          | 1/4 de finale | ?                | -                     | -              | -              |
| 2004-2005                                    | PLS            | I           | 6e/10       | 25          | 18          | 8           | 10          | 1/4 de finale | Groupes          | -                     | -              | -              |
| 2005-2006                                    | PLS            | I           | 7e/10       | 18          | 18          | 6           | 12          | 1/4 de finale | Groupes          | -                     | -              | -              |
| 2006-2007                                    | PLS            | I           | 8e/10       | 18          | 18          | 7           | 11          | 1/4 de finale | 1/4 de finale    | -                     | -              | -              |
| 2007-2008                                    | PLS            | I           | 9e/10       | 13          | 18          | 4           | 14          | -             | 6e tour          | -                     | -              | -              |
| 2008-2009                                    | PLS            | I           | 7e/10       | 22          | 18          | 6           | 12          | 1/4 de finale | 6e tour          | -                     | -              | -              |
| 2009-2010                                    | PLS            | I           | 10e/10      | 12          | 18          | 4           | 14          | -             | 6e tour          | -                     | -              | -              |
| 2010-2011                                    | PLS            | I           | 5e/10       | 29          | 18          | 10          | 8           | Groupe        | 1/4 de finale    | -                     | -              | -              |
| 2011-2012                                    | PLS            | I           | 8e/10       | 19          | 18          | 6           | 12          | 1/4 de finale | 5e tour          | -                     | -              | -              |
| 2012-2013                                    | PLS            | I           | 6e/10       | 27          | 18          | 8           | 10          | 1/4 de finale | 1/4 de finale    | -                     | -              | -              |
| 2013-2014                                    | PLS            | I           | 7e/12       | 28          | 22          | 9           | 13          | 1/4 de finale | 6e tour          | -                     | -              | -              |
| 2014-2015                                    | PLS            | I           | 9e/14       | 32          | 26          | 11          | 15          | -             | 1/4 de finale    | -                     | -              | -              |
| 2015-2016                                    | PLS            | I           | 8e/14       | 36          | 26          | 13          | 13          | -             | -                | -                     | -              | -              |
| 2016-2017                                    | PLS            | I           | 7e/16       | 56          | 30          | 20          | 10          | -             | 1/8e de finale   | -                     | -              | -              |
| Onico Varsovie                               |                |             |             |             |             |             |             |               |                  |                       |                |                |
| 2017-2018                                    | PLS            | I           | 2e/13       | 57          | 24          | 19          | 5           | Finaliste     | 1/2 finales      | -                     | -              | -              |
| 2018-2019                                    | PLS            | I           | 2e/14       | 59          | 24          | 21          | 3           | -             | 1/2 finales      | -                     | -              | -              |
| Projekt Varsovie/Verva Varsavie Orlen Paliwa |                |             |             |             |             |             |             |               |                  |                       |                |                |
| 2019-2020                                    | PLS            | I           | -           | -           | -           | -           | -           | -             | -                | -                     | -              | -              |

## Joueurs et personnalités du club

### Entraîneurs
Le tableau suivant présente la liste des entraîneurs du club depuis 1979.
| Rang | Nom               | Période   |
| ---- | ----------------- | --------- |
| 1    | Lech Zagumny      | 1979-2003 |
| 2    | Krzysztof Felczak | 2003-2007 |
| 3    | Edward Skorek     | 2007-2008 |

| Rang | Nom                 | Période   |
| ---- | ------------------- | --------- |
| 4    | Jerzy Taczała       | 2008      |
| 5    | Krzysztof Kowalczyk | 2008-2009 |
| 6    | Ireneusz Mazur      | 2009      |

| Rang | Nom             | Période   |
| ---- | --------------- | --------- |
| 7    | Radosław Panas  | 2009-2012 |
| 8    | Jakub Bednaruk  | 2012-2017 |
| 9    | Stéphane Antiga | 2017-2019 |

| Rang | Nom             | Période |
| ---- | --------------- | ------- |
| 10   | Andrea Anastasi | 2019-   |

### Joueurs emblématiques

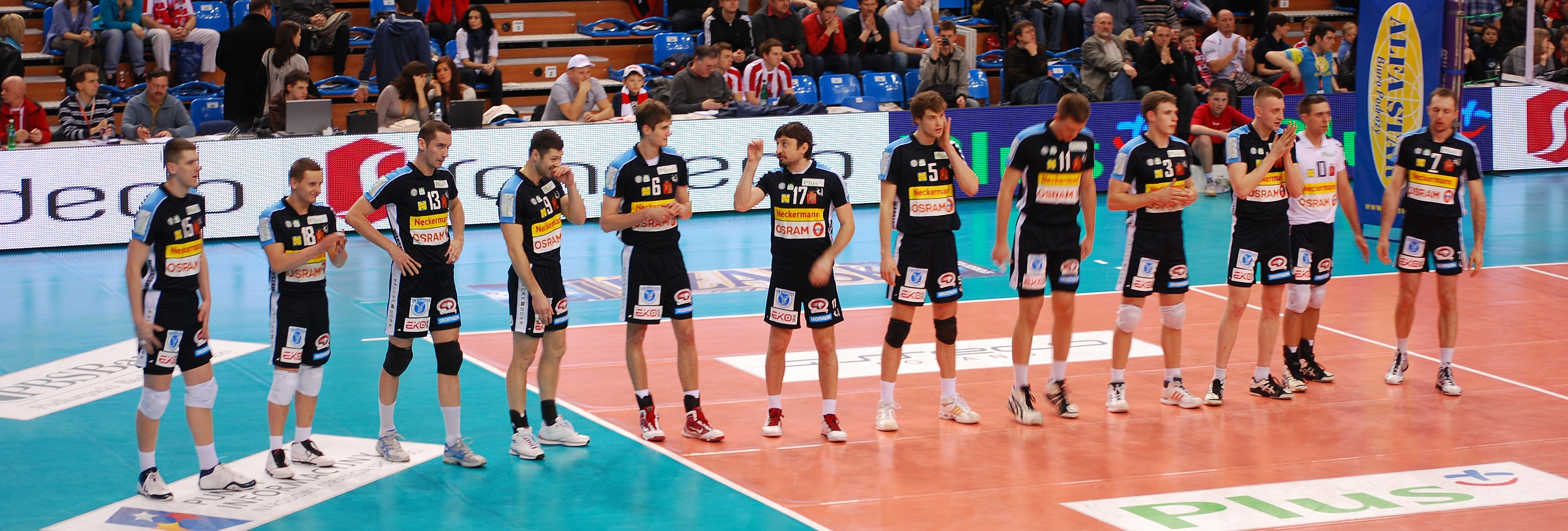
Effectif 2009-2010.

- Guillaume Samica
- Antoine Brizard
- Kévin Tillie
- Mark Siebeck
- Serhiy Kapelus
- Ardo Kreek
- Patrick Steuerwald
- Adrian Radu Gontariu
- Rafael Araújo
- Graham Vigrass
- Artour Oudris
- Ángel Trinidad
- Michał Superlak